# PivotX
PivotX 是一種自由的 內容管理系統。整體架構源自於Pivot 網誌，系統以 PHP 編寫，可以在各種平台上運作，其主要特性為管理者介面採用AJAX模式運作，除可允許多名作者建立多類別、多網誌的動態內容外，還支援純文字檔Flat File Database與MySQL資料庫的資料儲存模式。

## 外部連結
- PivotX 首頁（页面存档备份，存于）
- Pivot 中文版

## 參看
- 內容管理系統列表